# NGC 5555
NGC 5555 ist eine Spiralgalaxie vom Hubble-Typ Sb im Sternbild Jungfrau auf der Ekliptik. Sie ist rund 486 Millionen Lichtjahre von der Milchstraße entfernt. 
Entdeckt wurde das Objekt im Jahr 1886 von Ormond Stone.